# Dust (The Twilight Zone)
"Dust" is een aflevering van de Amerikaanse televisieserie The Twilight Zone.

## Plot

### Opening
There was a village, built of crumbling clay and rotting wood, and it squatted ugly under a broiling sun like a sick and mangy animal wanting to die. This village had a virus, shared by its people. It was the germ of squalor, of hopelessness, of a loss of faith. For the faithless, the hopeless, the misery-laden, there is time, ample time, to engage in one of the other pursuits of men. They begin to destroy themselves.
— Rod Serling

### Verhaal
Een handelsreiziger arriveert in een plaatsje uit het wilde westen. Na de beul een touw te hebben verkocht voor de galg, verkoopt hij een zak van “magisch stof” aan de vader van een man die spoedig opgehangen zal worden. Dit stof is niets anders dan vuil, maar de handelsreiziger beweert dat het in staat zal zijn de executie te stoppen.
In de climax van de aflevering begint de mans vader tijdens de executie het stof rond te strooien. Tot ieders verbazing breekt het touw tijdens de ophanging. De ouders van het meisje dat per ongeluk was gedood door de veroordeelde man besluiten bij het zien van dit alles de ophanging niet door te laten gaan.

### Slot
It was a very small, misery-laden village on the day of a hanging, and of little historical consequence. And if there's any moral to it at all, let's say that in any quest for magic, in any search for sorcery, witchery, legerdemain, first check the human heart. For inside this deep place there's a wizardry that costs far more than a few pieces of gold. Tonight's case in point in the Twilight Zone.
— Rod Serling

## Rolverdeling
- Thomas Gomez : Sykes
- Vladimir Sokoloff : Gallegos
- John Larch : The Sheriff
- John Alonzo : Luis Gallegos
- Paul Genge : John Canfield
- Dorothy Adams : Mrs. Canfield
- Andrea Darvi : Estrelita
- Jon Lormer: Dan White

## Trivia
- Vladimir Sokoloff keerde terug bij The Twilight Zone in de aflevering The Gift.
- Thomas Gomez speelde al eerder mee in de aflevering Escape Clause.
- Deze aflevering staat op volume 21 van de dvd-set.